# Бокс на летних Олимпийских играх 1956

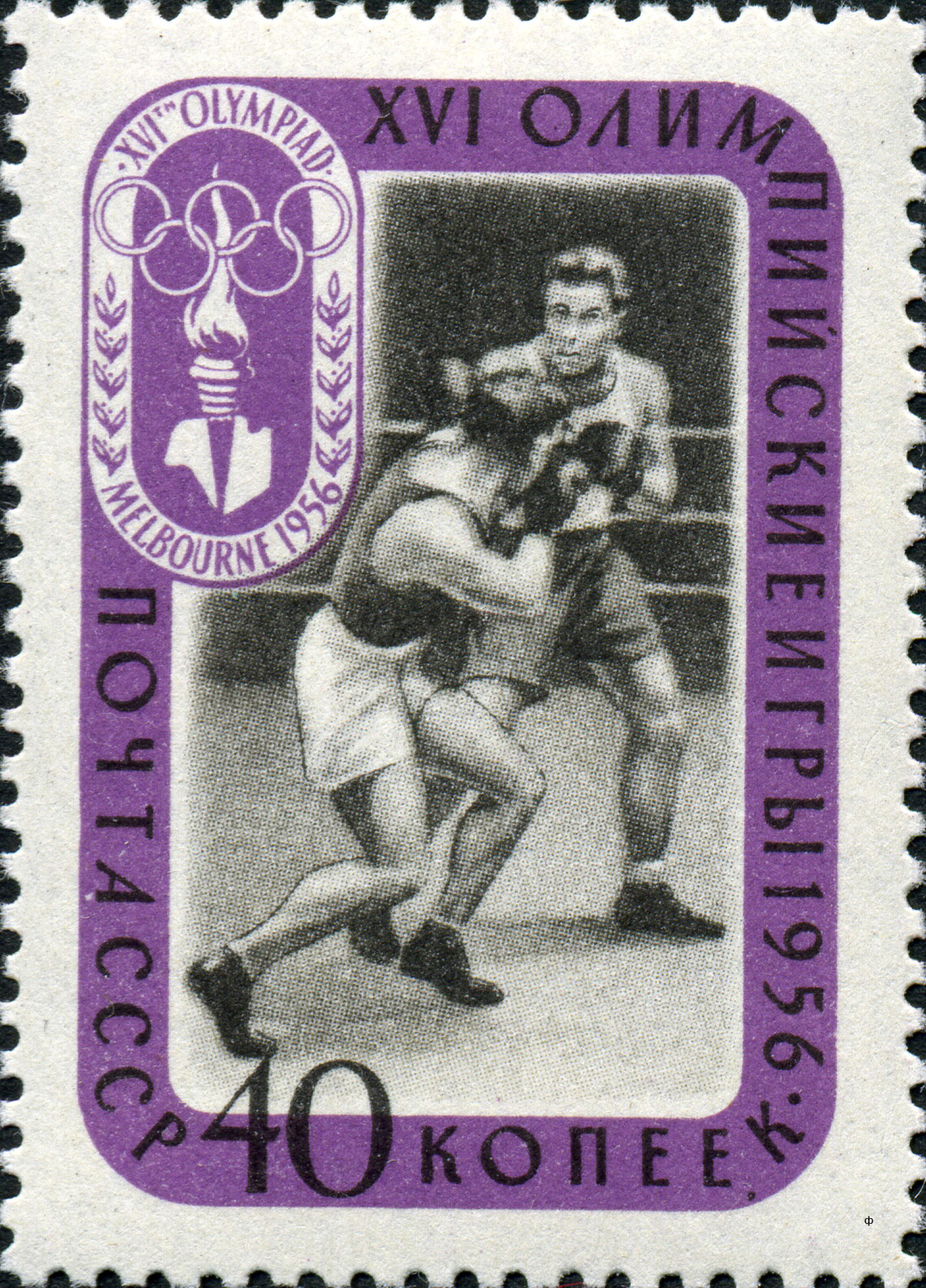
Марка СССР

Соревнования по боксу на летних Олимпийских играх 1956 года прошли с 23 ноября по 1 декабря в Мельбурне. Были разыграны 10 комплектов наград — 10 весовых категорий. В одной весовой категории от одной страны мог выступать только один спортсмен. Традиционно в каждой весовой категории бронзовые медали вручались обоим боксёрам, проигравшим в полуфинале. В соревнованиях принял участие 161 боец из 34 стран мира.

## Результаты

### Медалисты
| Категория   | Золото                                            | Серебро                                      | Бронза                         |
| До 51 кг    | Теренс Спинкс Великобритания                      | Мирча Добреску Румыния                       | Джон Колдуэлл Ирландия         |
| До 51 кг    | Теренс Спинкс Великобритания                      | Мирча Добреску Румыния                       | Рене Либер Франция             |
| До 54 кг    | Вольфганг Берендт Объединённая германская команда | Сон Сун Чхон Республика Корея                | Клаудио Баррьентос Чили        |
| До 54 кг    | Вольфганг Берендт Объединённая германская команда | Сон Сун Чхон Республика Корея                | Фредерик Гилрой Ирландия       |
| До 57 кг    | Владимир Сафронов СССР                            | Томас Николс Великобритания                  | Хенрик Недзведский Польша      |
| До 57 кг    | Владимир Сафронов СССР                            | Томас Николс Великобритания                  | Пентти Хямяляйнен Финляндия    |
| До 60 кг    | Ричард Мактаггарт Великобритания                  | Харри Куршат Объединённая германская команда | Анатолий Лагетко СССР          |
| До 60 кг    | Ричард Мактаггарт Великобритания                  | Харри Куршат Объединённая германская команда | Энтони Бирн Ирландия           |
| До 63,5 кг  | Владимир Енгибарян СССР                           | Франко Ненчи Италия                          | Константин Думитреску Румыния  |
| До 63,5 кг  | Владимир Енгибарян СССР                           | Франко Ненчи Италия                          | Генри Лоубшер ЮАС              |
| До 67 кг    | Николае Линка Румыния                             | Фредерик Тидт Ирландия                       | Кевин Хогарт Австралия         |
| До 67 кг    | Николае Линка Румыния                             | Фредерик Тидт Ирландия                       | Николас Гаргано Великобритания |
| До 71 кг    | Ласло Папп Венгрия                                | Хосе Торрес США                              | Джон Маккормак Великобритания  |
| До 71 кг    | Ласло Папп Венгрия                                | Хосе Торрес США                              | Збигнев Петшиковский Польша    |
| До 75 кг    | Геннадий Шатков СССР                              | Рамон Тапия Чили                             | Жильбер Шапрон Франция         |
| До 75 кг    | Геннадий Шатков СССР                              | Рамон Тапия Чили                             | Виктор Саласар Аргентина       |
| До 81 кг    | Джеймс Бойд США                                   | Георге Негря Румыния                         | Карлос Лукас Чили              |
| До 81 кг    | Джеймс Бойд США                                   | Георге Негря Румыния                         | Ромуальдас Мураускас СССР      |
| Свыше 81 кг | Пит Радемахер США                                 | Лев Мухин СССР                               | Дэниэл Беккер ЮАС              |
| Свыше 81 кг | Пит Радемахер США                                 | Лев Мухин СССР                               | Джакомо Боццано Италия         |